# Duomo di Carini
Il duomo di Carini (provincia di Palermo) è la chiesa madre della città. Si trova in piazza del Duomo, dove prospettano anche l'oratorio della Compagnia del Santissimo Sacramento e la chiesa di San Vito. La chiesa è dedicata a Maria Assunta.
La facciata è tardo-settecentesca, con due campanili gemelli, dei quali solo quello di sinistra è compiuto; su un lato si trova un loggiato.

## Descrizione
L'interno è a tre navate, divise da un doppio colonnato. La decorazione interna è settecentesca, con stucchi ed affreschi neoclassici di Giuseppe Testa (1795). La quarta cappella di sinistra ospita un'Adorazione dei pastori del fiorentino Alessandro Allori (1578).